# Гугарк (село)
Гугарк (вірм. Գուգարք) — село в Лорійській області Вірменії. Колишній районний центр Гугаркського району Вірменської РСР. Назва до 1985 року — Мегрут. Гугарк географічно з'єднаний з Ванадзором.
В селі діють 2 школи та дитячий садок.

## Історичний нарис
Нинішнє село засноване приблизно в середині XVIII століття переселенцями з Нагірного Карабаху. У селі знаходилася церква Святого Ованеса 1745—1750 років, яка була зруйнована в середині 1940-х років. 1805 року старійшиною села був якийсь Погосов. При церкві існувала школа, яку було закрито 1882 року, і знову відкрито в 1884—1885 роках. В селі знаходиться святиня Оромсім, неподалік нього — каплиця 1894 року. За 5 км на північний схід розташовані руїни кладовища (хачкари) XIII—XVII століть Мец Багер.
Відомі імена близько 300 гугаркців — учасників німецько-радянської війни.

## Населення[7]
Населення — вірмени.
- 1831 рік — 105
- 1842 рік — 167
- 1852 рік — 213
- 1859 рік — 326
- 1873 рік — 643
- 1887 рік — 761
- 1897 рік — 1125
- 1905 рік — 1165
- 1919 рік — 1360
- 1922 рік — 1367
- 1926 рік — 1507
- 1935 рік — 1643
- 1946 рік — 1720
- 1950 рік — 1865